# Paranaíba (microregio)
Paranaíba is een van de elf microregio's van de Braziliaanse deelstaat Mato Grosso do Sul. Zij ligt in de mesoregio Leste de Mato Grosso do Sul en grenst aan de microregio's Cassilândia, Três Lagoas, Andradina (SP), Jales (SP), Quirinópolis (GO) en Frutal (MG). De microregio heeft een oppervlakte van ca. 17.187 km². In 2009 werd het inwoneraantal geschat op 75.039.
Vier gemeenten behoren tot deze microregio:
- Aparecida do Taboado
- Inocência
- Paranaíba
- Selvíria

Mesoregio's: Centro-Norte de Mato Grosso do Sul · Leste de Mato Grosso do Sul · Pantanal Sul Mato-Grossense · Sudoeste de Mato Grosso do Sul

Microregio's: Alto Taquari · Aquidauana · Baixo Pantanal · Bodoquena · Campo Grande · Cassilândia · Dourados · Iguatemi · Nova Andradina · Paranaíba · Três Lagoas